# Choridactylus
Choridactylus là một chi cá biển trong họ Cá mao mặt quỷ (Synanceiidae) bản địa của Ấn Độ Dương và tây Thái Bình Dương.

## Các loài
Hiện hành có 4 loài được ghi nhận trong chi này:
- Choridactylus lineatus Poss & Mee, 1995
- Choridactylus multibarbus Richardson, 1848
- Choridactylus natalensis (Gilchrist, 1902)
- Choridactylus striatus Mandrytsa, 1993